# Gaspare De Fiore
Gaspare de Fiore (Roma, 24 luglio 1926 – Roma, 28 gennaio 2011) è stato un architetto, pittore e fumettista italiano.

## Biografia
Gaspare de Fiore, dopo la laurea in architettura si dedicò alla libera professione e all'insegnamento, divenendo Assistente di "Disegno dal vero" dell'Università di Roma nel 1954 e inoltre Assistente di "Applicazione di Geometria descrittiva" nel 1962.
Successivamente fu nominato professore ordinario di "Disegno e Rilievo" dell'Università di Architettura di Palermo nel 1966.
Divenne  professore ordinario di "Disegno e Rilievo" dell'Università di Genova nel 1968.
Fu nominato professore emerito di disegno dell'Università di Genova.
Decano della Facoltà di Architettura di Genova, dedicò tutta la vita alla didattica e alla progettazione architettonica.
Fece parte della Pontificia Insigne Accademia di Belle Arti e Letteratura dei Virtuosi del Pantheon.
Fu autore di libri di disegno tecnico e artistico. Nel 1946 nella rivista per ragazzi "Il Moschettiere" dal n° 1 al n° 16 viene pubblicato un suo racconto a fumetti "Il vendicatore dell'Atlantico".
Si cimentò con tutte le tecniche artistiche, dal disegno, alla litografia e alla scultura.
Tra le progettazioni principali spiccano la collaborazione al Palazzo della Cultura di Messina, numerose caserme dell'Arma dei Carabinieri e la Piazza Italia di Acqui Terme, in cui architettura e arte si fondono.
Muore nel 2011 a Roma.

## Pubblicazioni
Ha scritto numerosissime pubblicazioni sul disegno e l'arte e collane di fascicoli.
Si ricordano:
- Corso di pittura e disegno (100 fascicoli) del Gruppo Editoriale Fabbri (1982)
- Capire la pittura (80 fascicoli) del Gruppo Editoriale Fabbri (1989)
- L'arte del disegno (100 fascicoli) De Agostini Editore (2006)
- L'arte del disegno (100 fascicoli) De Agostini Editore (2014) in ristampa

## Opere
- Riaccendere le luci negli angoli: rilievo e catalogazione di 100 edicole sacre romane per il recupero dei lumi, [S.l.] : Edizioni dell'università del Disegno, [1960 ?]
- Disegnare per conoscere, Roma, Il Pensiero Scientifico Editore, 1960
- Gaspare e Francesco de Fiore, Grazie mamma,  [Brescia], La scuola, c1961
- Saper disegnare, invito al disegno, Brescia, La scuola, c1965, 2ª ed.
- Disegno: guida agli esami di abilitazione e di concorso, Brescia, La scuola, 1966
- Dizionario del disegno, Brescia, La scuola, c1967
- La figurazione dello spazio architettonico, Genova, Vitali e Ghianda, stampa 1967
- Enciclopedia dello spazio, Brescia, Editrice La Scuola, 1973
- Piccola enciclopedia delle meraviglie, Brescia, La scuola, 1974
- Liguria territorio e civiltà, collana diretta da Gaspare de Fiore, Genova, Sagep, 1975
- Impromptus, con introduzione di Giuseppe Sprovieri, [sl.], [s.n.], 1975
- Corso di disegno, la voce guida del maestro, Milano, Fratelli Fabbri editore, 1983-84 [5 voll]
- I modelli di disegno nella bottega del Rinascimento, Milano, Fabbri, 1984
- Educare all'arte con l’arte, corso di educazione artistica, Brescia, La scuola, 1985, 2ª ed.
- Gaspare de Fiore (a cura di), Storia del disegno, Milano, Citta Studi, 1997
- Gaspare de Fiore (a cura di), L’università con le ali, mille studenti e un professore,  Roma, Gangemi editore, 1997
- La stanza delle meraviglie, s.l., Edizioni del disegno, 2001
- Disegni, incisioni, progetti, Roma, Edizioni Kappa, 2002
- Il disegno infinito, Genova, Arti Grafiche Lux, s.a.

## Riconoscimenti
Il 28 marzo 2006 L'Università degli Studi di Genova gli conferì Honoris causa la Laurea magistrale in "Disegno industriale".